# 海因里希三世 (梅克倫堡)
海因里希三世（德語：Heinrich III.，约1337年—1383年4月24日），梅克倫堡公爵，1379年至1383年在位。
海因里希的父親是阿爾布雷希特二世，母親是瑞典國王馬格努斯四世的妹妹歐菲米亞。

## 家庭
1362年，海因里希與英格堡·瓦爾德馬斯多塔結婚，兩人共有1子1女：
1. 阿爾布雷希特（英语：Albert IV, Duke of Mecklenburg）（約1363年—1388年）
2. 瑪麗亞（約1365年—約1402年）